# Weingut I

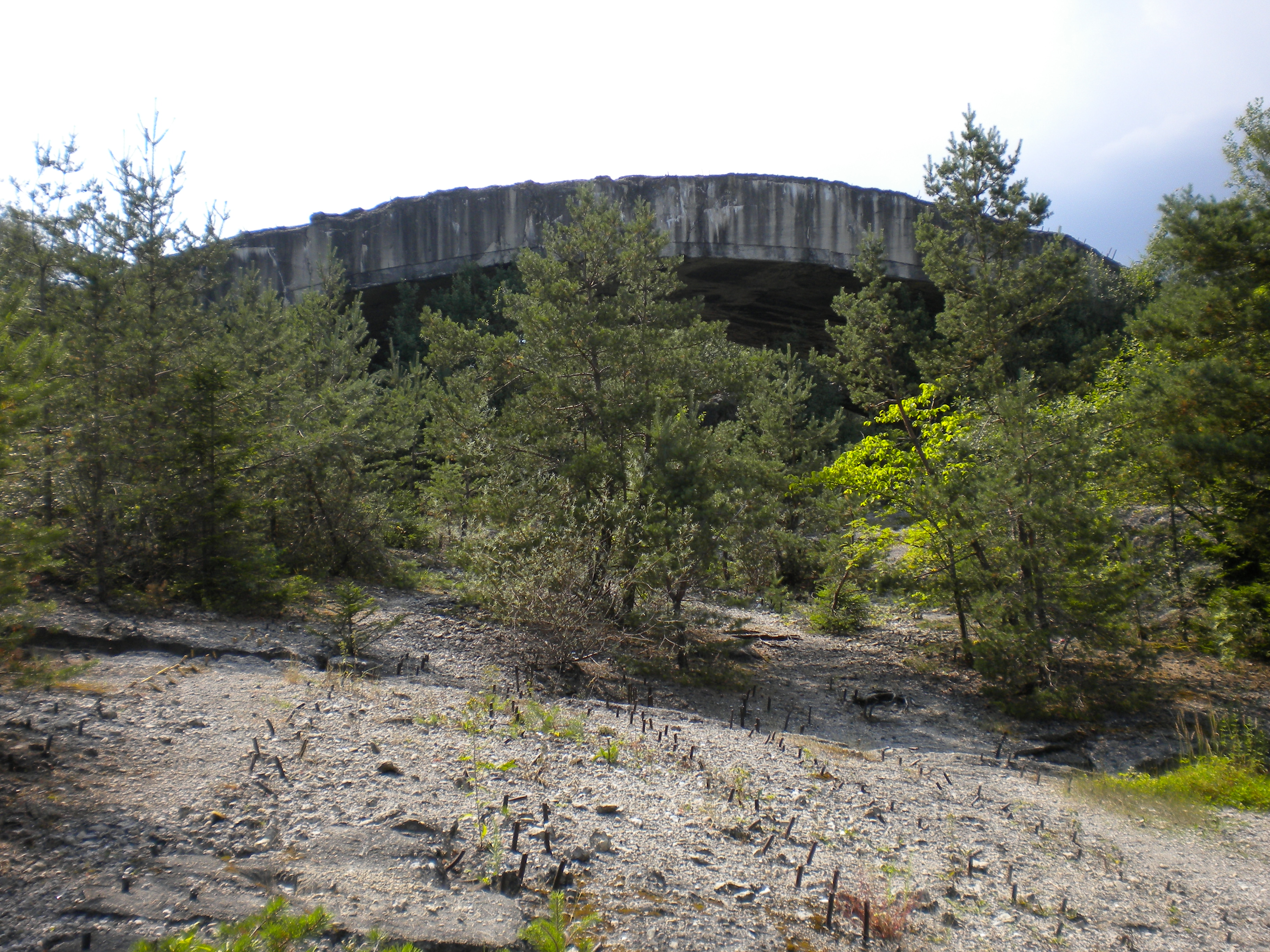
Der einzige noch vorhandene Bogen vom Weingut I (Zustand 2010)

Weingut I (ugs. Bunkergelände) war der Deckname für ein 1944 begonnenes Projekt zur Errichtung eines halbunterirdischen Rüstungsbunkers für die Produktion der Messerschmitt Me 262, dem ersten in Serie gebauten Militärflugzeug mit Strahltriebwerken. Standort der geplanten Anlage war das Mühldorfer Hart im oberbayerischen Landkreis Mühldorf. Weingut I sollte nach Fertigstellung – zusammen mit fünf weiteren geschützten Produktionsstätten in der Umgebung von Landsberg am Lech (Tarnname Weingut III in der heutigen Welfen-Kaserne), im Sudetenland und im Rheinland – die Produktion des als kriegsentscheidend angesehenen Flugzeuges sicherstellen. Die Anlage wurde nur zum Teil fertiggestellt und nie ihrem geplanten Zweck zugeführt.

## Hintergrund

Die Me 262 wurde von der Kriegspropaganda der Nationalsozialisten als Wunderwaffe angepriesen

In Vorbereitung auf die Invasion in der Normandie konzentrierten die Alliierten den Luftkrieg gegen Deutschland ab Anfang 1944 vor allem auf die Zerstörung der deutschen Luftwaffe. Bereits seit 1943 liefen Planungen für die sogenannte Big Week, bei der durch gezielte Luftangriffe auf Endmontagewerke die deutsche Produktion von Jagdflugzeugen dauerhaft zerschlagen werden sollte. Zwischen dem 20. und dem 25. Februar flogen annähernd 10.000 amerikanische und britische Flugzeuge, davon etwa 6.000 Bomber, Angriffe auf strategische Ziele in ganz Deutschland. Infolge dieser Angriffe, die der deutschen Flugzeugproduktion schwere Schäden zufügten, nahm die Produktionsquote enorm ab. Als Reaktion wurde im März 1944 der sogenannte Jägerstab gegründet. Seine Aufgabe war es, zur Aufrechterhaltung und Steigerung der Produktion von Jagdflugzeugen beizutragen. Er löste damit das Luftfahrtministerium in seiner Zuständigkeit ab. An der Spitze des Jägerstabes standen Rüstungsminister Albert Speer, als Stellvertreter der Staatssekretär im Luftfahrtministerium Erhard Milch und als Chef des Stabes Karl-Otto Saur. Der Plan des Jägerstabes bestand darin, zum Schutz der Flugzeugindustrie, insbesondere der Herstellung der Messerschmitt Me 262, diese in verbunkerten Produktionsstätten unterzubringen. Der Plan war allerdings nicht gänzlich neu, ein ähnliches Vorhaben wurde bereits im Oktober 1943 angedacht, aber nicht realisiert. Der neue Plan sah zunächst sechs Standorte vor, an denen (halb-)unterirdische Bunkerbauten entstehen sollten, ursprünglich auf einen Mindestumfang von je 600.000 bis 800.000 m² angelegt. Doch schon zwei Wochen später, in der Jägerstabssitzung vom 17. März 1944, war die Größe der Bauprojekte auf je 60.000 m² gesunken. Auf Grund der Invasion der Alliierten im Juni 1944 konzentrierte man sich schließlich auf zwei Standorte in Oberbayern. Drei Bunker sollten unter dem Decknamen „Ringeltaube“ bei Kaufering im Landkreis Landsberg am Lech entstehen. Die geplante Jägerfabrik im Mühldorfer Hart trug den Decknamen „Weingut I“. Nach den Aussagen des für die Bauausführung verantwortlichen Franz Xaver Dorsch sollte eine Jägerfabrik günstigstenfalls in fünf bis sechs Monaten fertigzustellen sein. Speer schrieb später in seinen Memoiren, es sei schon damals unschwer vorherzusehen gewesen, dass die Projekte nicht innerhalb der geplanten sechs Monate fertiggestellt werden würden.
Der Standort bei Mühldorf erfüllte alle nötigen Voraussetzungen. So war auf der Inn-Niederterrasse eine ausreichende Kiesschicht vorhanden, und auch der Grundwasserspiegel lag ausreichend tief. Strategisch war die Lage am Eisenbahnknotenpunkt Mühldorf von Vorteil. Das weitläufige Waldgebiet bot darüber hinaus gute Tarnmöglichkeiten.

## Bauorganisation
Die Planung und Organisation des Bauvorhabens oblag dem Chefkonstruktionsbüro der Organisation Todt (OT) in Berlin und damit Ministerialrat Franz Xaver Dorsch, dem Stellvertreter von Speer in der OT. Vor Ort betreute die OT-Einsatzgruppe Deutschland VI das Bauvorhaben mit Büros in Ampfing, Mettenheim und Ecksberg bei Mühldorf. OT-Oberbauleiter war der Architekt Bruno Hofmann. Die technische Bauausführung wurde der Firma Polensky & Zöllner (P & Z) übertragen. Daneben arbeiteten weitere Firmen als Subunternehmer am Projekt. Die Firma P & Z war bereits in den 1920ern beim Bau des Innkanals im Raum Mühldorf tätig. Knapp 200 Mitarbeiter der Firma wurden für das Bauprojekt nach Mühldorf geschickt, wo sie als OT-Einheit Polensky & Zöllner, Bautrupp 773 tätig waren. P & Z-Bauleiter auf der Baustelle war der Ingenieur Karl Gickeleiter. Die Baukosten wurden auf knapp 26 Millionen Reichsmark beziffert, was heute ungefähr 121 Millionen EUR entspricht.

## Arbeitskräfte

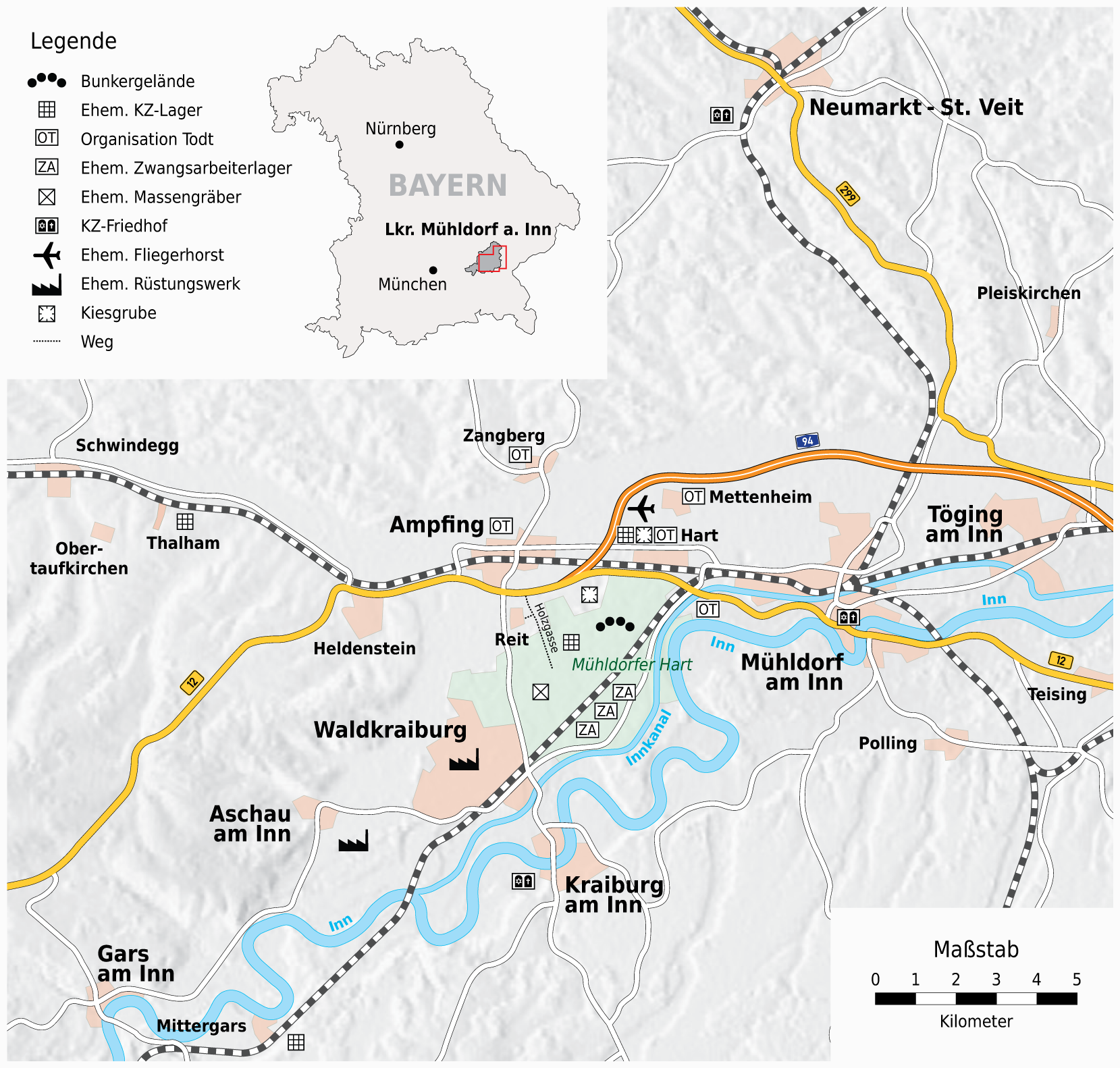
Lage des Bunkergeländes und der ehemaligen Lagerkomplexe (aktueller Plan)

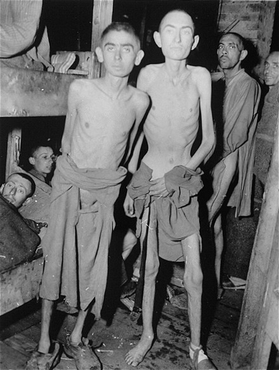
Überlebende des Konzentrationslagers nach der Befreiung

Für das Bauprojekt stellte die Firma P & Z insgesamt 200 eigene Arbeiter sowie 800 bis 1.000 Arbeiter aus ihr angegliederten sowjetischen Unternehmen und 200 bis 300 italienische Arbeitskräfte. Diese maximal 1.500 Arbeitskräfte reichten aber bei weitem nicht aus, um die geplanten Projekte zeitnah zu realisieren. Daher wurden tausende von Zwangsarbeitern eingesetzt. Ein Großteil davon waren Häftlinge des KZ-Außenlagerkomplexes Mühldorf. Die OT richtete noch weitere Zwangsarbeiterlager im Mühldorfer Hart, Ampfing, Mettenheim und Ecksberg ein. Zu den Zwangsarbeitern gehörten auch eine größere Anzahl sowjetischer Kriegsgefangener. Insgesamt waren auf der Baustelle des Projektes Weingut I weit über 10.000 Arbeiter im Einsatz. Gearbeitet wurde auf der Hauptbaustelle in der Regel in zwei Schichten zu je 4.000 Mann.
Aus Unterlagen der Firma P & Z geht hervor, dass Kriegsgefangene insgesamt 322.513 Arbeitsstunden, KZ-Häftlinge 2.831.974 Arbeitsstunden leisteten. Von der SS und der OT wurden der Firma für diese Zwangsarbeit 1.892.656,20 Reichsmark in Rechnung gestellt.

## Bau

### Bauvorbereitungen
Mit Befehl Adolf Hitlers vom 21. April 1944 war der Weg offiziell frei für den Beginn der Bauarbeiten. Zunächst wurden die nötigen Flächen für das Bauprojekt beschlagnahmt, wobei Entschädigungen nicht gezahlt wurden. Ab Mitte Mai richtete sich die OT in der für diesen Zweck ebenfalls beschlagnahmten Anstalt Ecksberg ein und errichtete ein erstes Barackenlager. Anschließend wurden nach und nach die benötigten Maschinen und Gegenstände nach Mühldorf geliefert, darunter eine Vielzahl von Großmaschinen. Die Gerätschaften mussten dafür aus dem ganzen Reichsgebiet und den besetzten Gebieten organisiert werden, was angesichts der militärischen Lage an den Fronten ein äußerst kompliziertes Unterfangen darstellte. Ebenso mussten im Bereich Ampfing/Mettenheim Betonwerke, eine Zimmerei, ein Kiessortierwerk und weitere Nebenanlagen eingerichtet werden. Außerdem wurden mehrere Bunker – zum Schutz vor Angriffen aus der Luft – vor Beginn der eigentlichen Bauarbeiten an der Hauptbaustelle errichtet. Für den Transport von Material richtete die Reichsbahn ein Netz von Industriegleisanlagen ein, welches an die Bahnstrecke München–Simbach angeschlossen war.
Angesichts der Größe des Bauvorhabens war eine effektive Tarnung des Projektes insbesondere vor feindlicher Luftaufklärung kaum möglich. Dahingehende Anstrengungen waren daher nicht allzu gründlich. Die einzelnen Bauteile wurden mit grüner Farbe angestrichen, und bei Fertigstellung eines Bauabschnittes wurde dieser mit Büschen und Bäumen bepflanzt oder durch Tarnnetze bedeckt. Zwischen Burghausen und Altötting hatte man sogar eine Baustellenattrappe errichtet, um die Luftaufklärung der Alliierten zu täuschen. Zwar kam es in unmittelbarer Nähe zu Luftangriffen auf den Fliegerhorst in Mettenheim sowie das Bahngelände von Mühldorf, das Bunkergelände selbst wurde aber nie bombardiert. Über die Gründe ist man sich heute uneinig. Als eine Möglichkeit wird genannt, dass die Alliierten im eher agrarisch geprägten Mühldorf derartige Projekte nicht vermuteten, also auch nicht gezielt danach suchten. Ein anderer Grund könnte sein, dass man von der Existenz der Zwangsarbeiterlager wusste und nicht die Gefahr eingehen wollte, bei einer Bombardierung der Rüstungsanlage die Lager zu treffen. Sofern den Alliierten das Bauprojekt bekannt war, dürften andere Bombenziele eine höhere Priorität gehabt haben, da eine Fertigstellung von Weingut I unwahrscheinlich geworden war.

### Bauausführung
Die eigentlichen Bauarbeiten an Weingut I begannen im Juli 1944. Die Planungen sahen einen aus zwölf Gewölbebögen bestehenden Bunker vor, der sich auf einer Länge von 400 m in Ost-West-Richtung erstrecken würde. An der Sohle war er auf eine Breite von 85 m angelegt. Die Innenhöhe war auf 32,2 m geplant, 19,2 m davon unter dem Geländeniveau. Die Gewölbebögen erreichten eine Stärke von drei Metern, die später noch durch eine weitere Betonschicht auf insgesamt fünf Meter verstärkt werden sollte.
Zum Bau des Bunkers kam ein ebenso einfaches wie effektives neues Verfahren zum Einsatz. Auf der gesamten Länge des geplanten Bunkers wurde zunächst ein sogenannter Entnahmetunnel gebaut, der mit Siloverschlüssen und Schienen ausgestattet war und unterhalb des Geländeniveaus lag. In der nächsten Bauphase wurde das Fundament errichtet, welches eine Stärke von bis zu 17 m erreichte und als Widerlager dienen sollte. Der dabei ausgehobene Kies diente dann als Teil des Schalungskerns für das nun zu errichtende Gewölbe. Nach Fertigstellung eines Gewölbebogens wurde sofort damit begonnen, die Schalung abzutransportieren. Dazu nutzte man den im Vorfeld errichteten Entnahmetunnel. Durch Öffnung der Siloverschlüsse rann der Kies in die darunter stehenden Transportloren und wurde dann abtransportiert. Anschließend wurde der Tunnel demontiert und Bagger fuhren mit dem weiteren Erdaushub fort, bis die Sohlentiefe von 19,2 m erreicht war. Mit diesem Verfahren wurde ein Bogen nach dem anderen – von Osten beginnend – errichtet. Der Innenausbau des Bunkers war auf bis zu acht Stockwerke ausgerichtet, wurde aber nur noch beim ersten Bogen begonnen. Im März und April 1945 erfolgten im Landkreis Luftangriffe der Alliierten. Der Bau wurde unterbrochen und das Lager von der SS geräumt. Bis Ende April 1945 waren schließlich nur sieben von zwölf geplanten Außengewölben fertiggestellt. Es war in den letzten Kriegsmonaten schlicht nicht mehr möglich, ausreichend Material und Arbeitskräfte zu beschaffen, um den Zeitplan einzuhalten.

## Abbau und Zerstörung

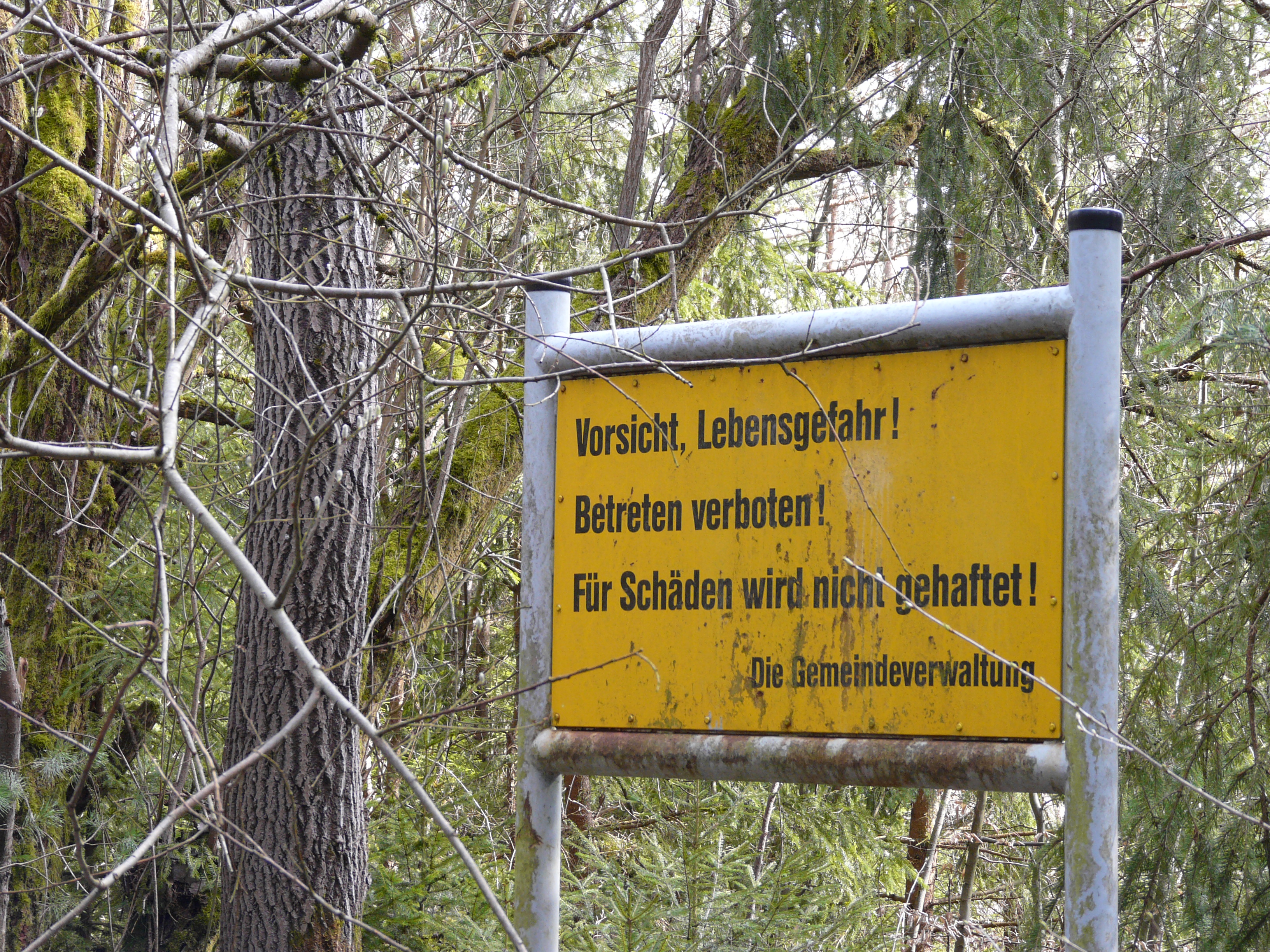
Warnschilder im Mühldorfer Hart weisen auf die Gefahren beim Betreten des Bunkergeländes hin

Als das 47. US-Panzerbataillon der 14. Division Anfang Mai 1945 den Landkreis Mühldorf erreichte, wurde das Gelände einschließlich aller Nebenanlagen unter US-Militärverwaltung gestellt. Die technische Ausrüstung durfte von den Firmen noch abgebaut werden, auch die Reichsbahn entfernte die zum Komplex gehörenden Gleisanlagen. Zunächst verfolgten die Amerikaner den Plan, die Bunkeranlagen als Testgelände für Bombenabwürfe zu nutzen, um die Widerstandsfähigkeit der Konstruktion und die Wirksamkeit ihrer Bomben zu testen. Dieses Vorhaben wurde schließlich verworfen und im Sommer 1947 wurde die Sprengung der Anlage angeordnet. Erst nach mehreren Sprengversuchen konnten durch den Einsatz von 120 Tonnen TNT sechs von sieben Bögen gesprengt werden. Die Ruinen der Bunkeranlage sind auch heute noch im Wald bei Mettenheim zu sehen, wenngleich Firmen aus der Umgebung in den Folgejahren viel Material für andere Bauvorhaben weiternutzten. In den Fokus der Öffentlichkeit kam das Gelände, als Anfang der 1980er Jahre Gerüchte aufkamen, dass nach Kriegsende Kampfstoffe der Wehrmacht in Längsstollen des Bunkerfundaments eingelagert wurden. Erst 1987 wurde dies seitens der Behörden bestätigt; die Kampfmittel, darunter der Kampfstoff CLARK 1, wurden daraufhin beseitigt.

## KZ-Gedenkstätte
Das Bunkergelände wurde als Mahnmal für die Gräueltaten der NS-Zeit in die bayerische Denkmalliste aufgenommen, dennoch wurde ab 1995 trotz vieler Proteste begonnen, Luftschutzbunker im Bereich des Hauptbunkers zu schleifen. Das Katholische Kreisbildungswerk Mühldorf und der Arbeitskreis „Für das Erinnern“ setzten sich für den respektvollen Umgang mit dem Bunkergelände und den ehemaligen KZ-Lagern ein.
Zur Erinnerung an das Leiden der Gefangenen und die auf den umliegenden KZ-Friedhöfen bestatteten Toten wurde im April 2018 im Mühldorfer Hart eine dreiteilige KZ-Gedenkstätte eröffnet.

## Gerichtsprozess
Nach dem Krieg wurden die Kriegsverbrechen im Zusammenhang mit dem Rüstungsprojekt und den KZ-/Zwangsarbeiterlagern in mehreren Prozessen vor dem amerikanischen Militärgericht in Dachau verhandelt, unter anderem im sogenannten Mühldorf-Prozess. Unter den Angeklagten befanden sich auch Angehörige der Firmenleitung von Polensky & Zöllner (darunter Karl Bachmann, Direktor der Münchner Filiale von P & Z, Karl Gickeleiter, Bauleiter der Hauptbaustelle und der Polier Otto Sperling). Die Urteilsverkündung fand am 13. Mai 1947 statt. Die Anklage gegen Karl Bachmann wurde fallengelassen, weil man ihm die Beteiligung am Arbeitseinsatz der Häftlinge nicht nachweisen konnte. Gickeleiter wurde zu 20 Jahren Gefängnis verurteilt; die Haftstrafe wurde 1951 auf zehn Jahre verkürzt, bevor am 19. Juli 1952 die vorzeitige Entlassung erfolgte. Das Todesurteil gegen Sperling wurde nach kurzer Zeit in eine lebenslange Haftstrafe umgewandelt und später erneut reduziert, bevor er schließlich am 20. Juli 1957 aus der Haft entlassen wurde.

## Bildergalerie

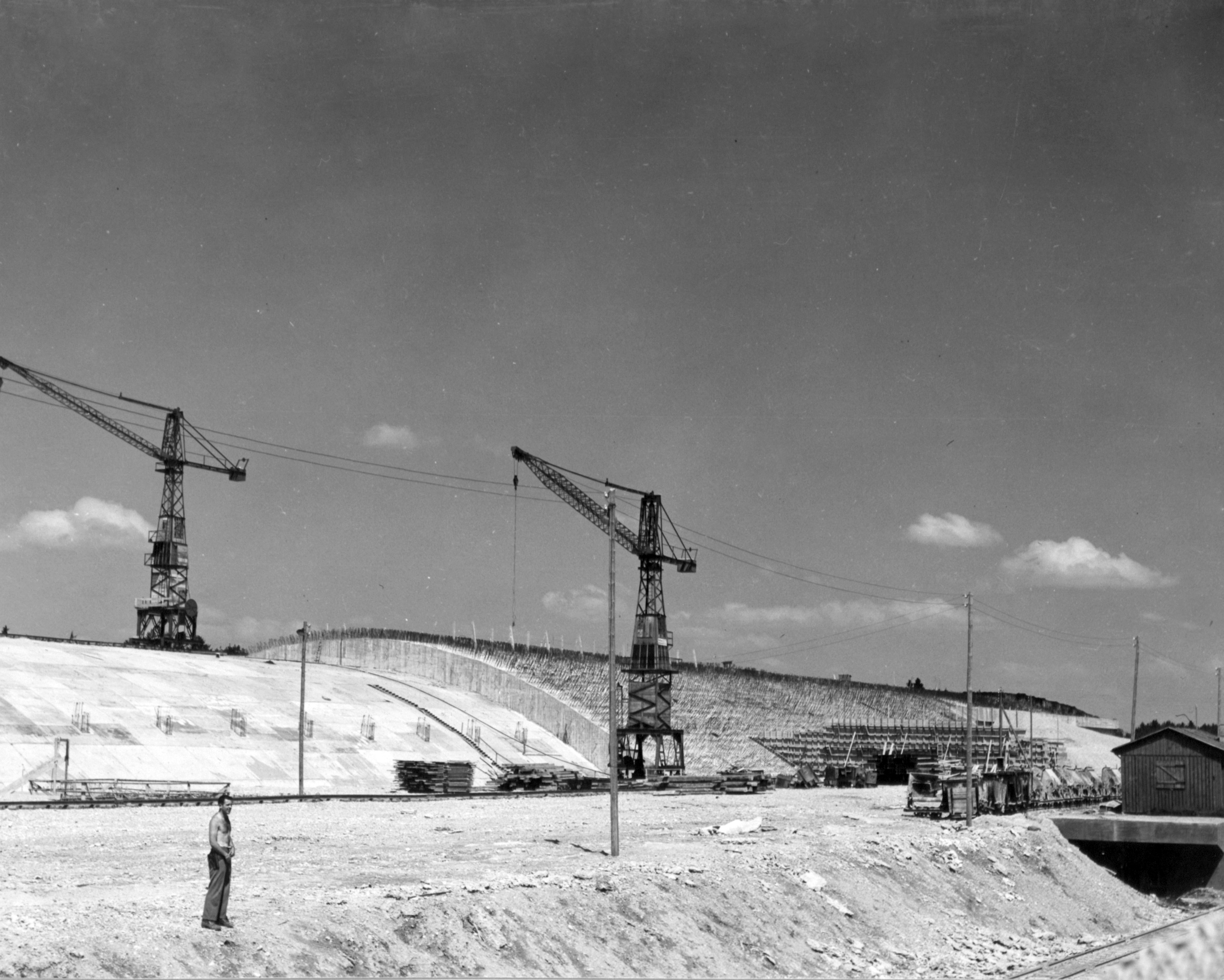
Außenansicht von Weingut I, wie die Anlage von der US-Armee 1945 angetroffen wurde
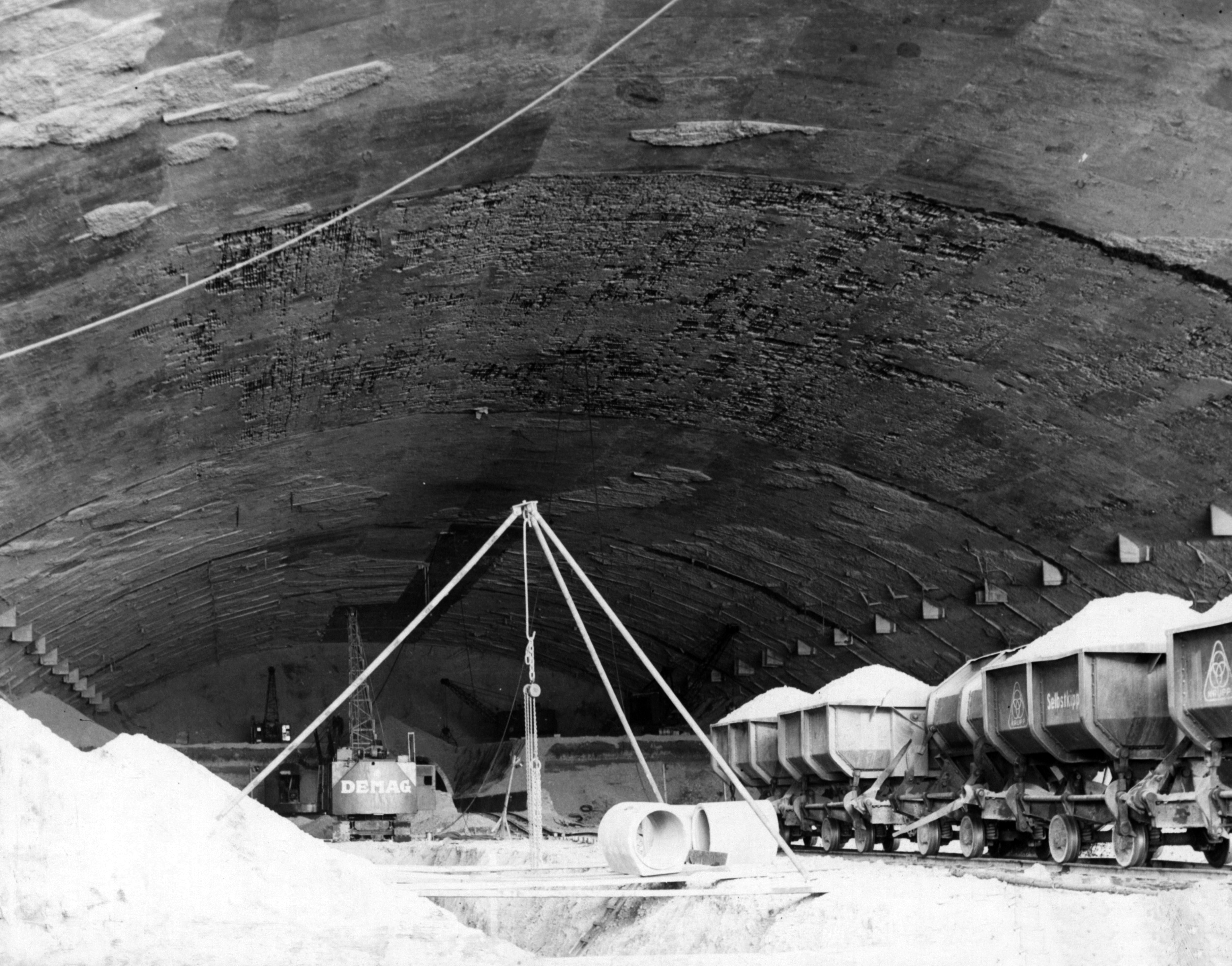
Innenansicht von Weingut I, wie die Anlage von der US-Armee 1945 angetroffen wurde
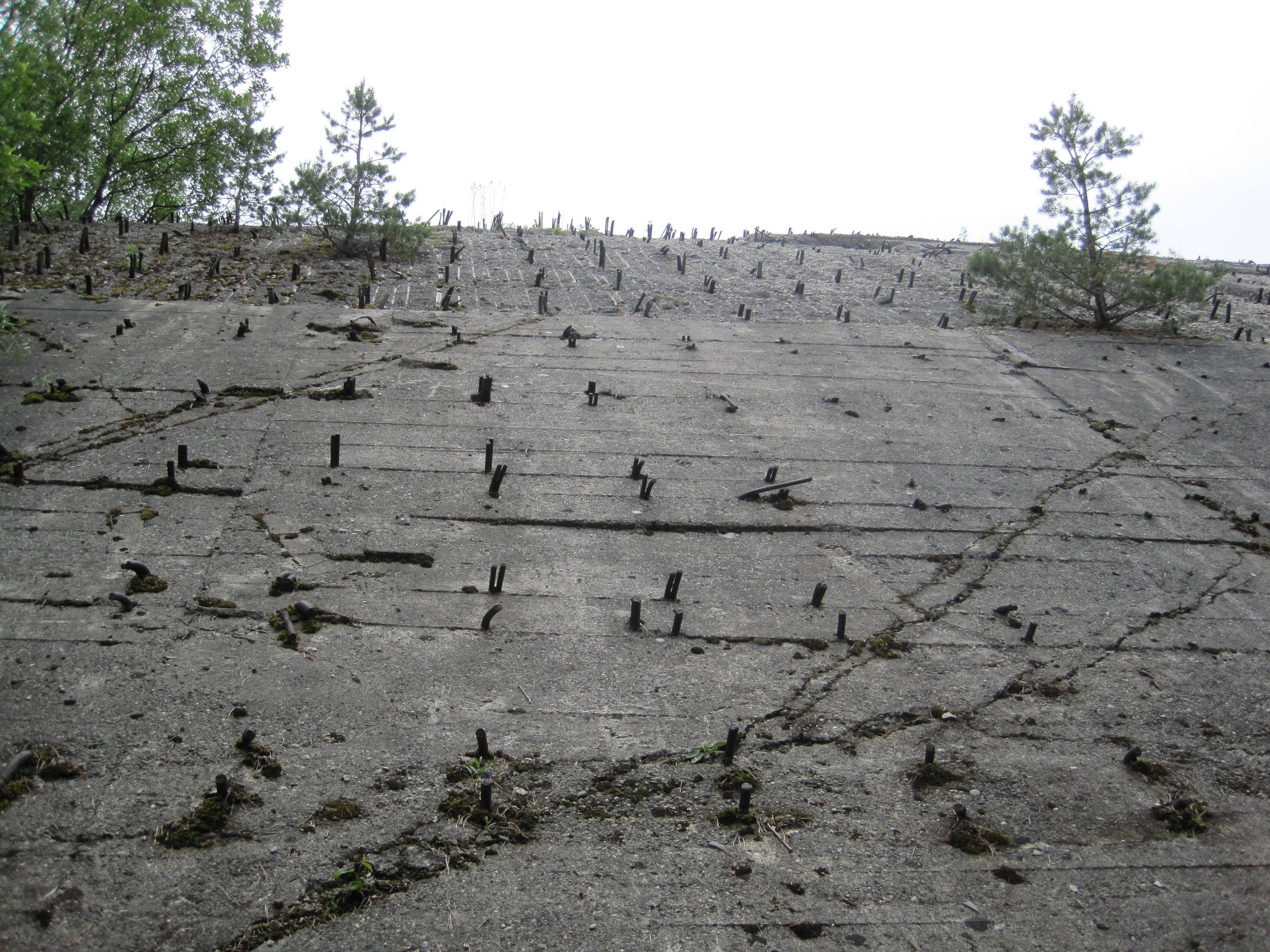
Armierungseisen in der Betonoberfläche
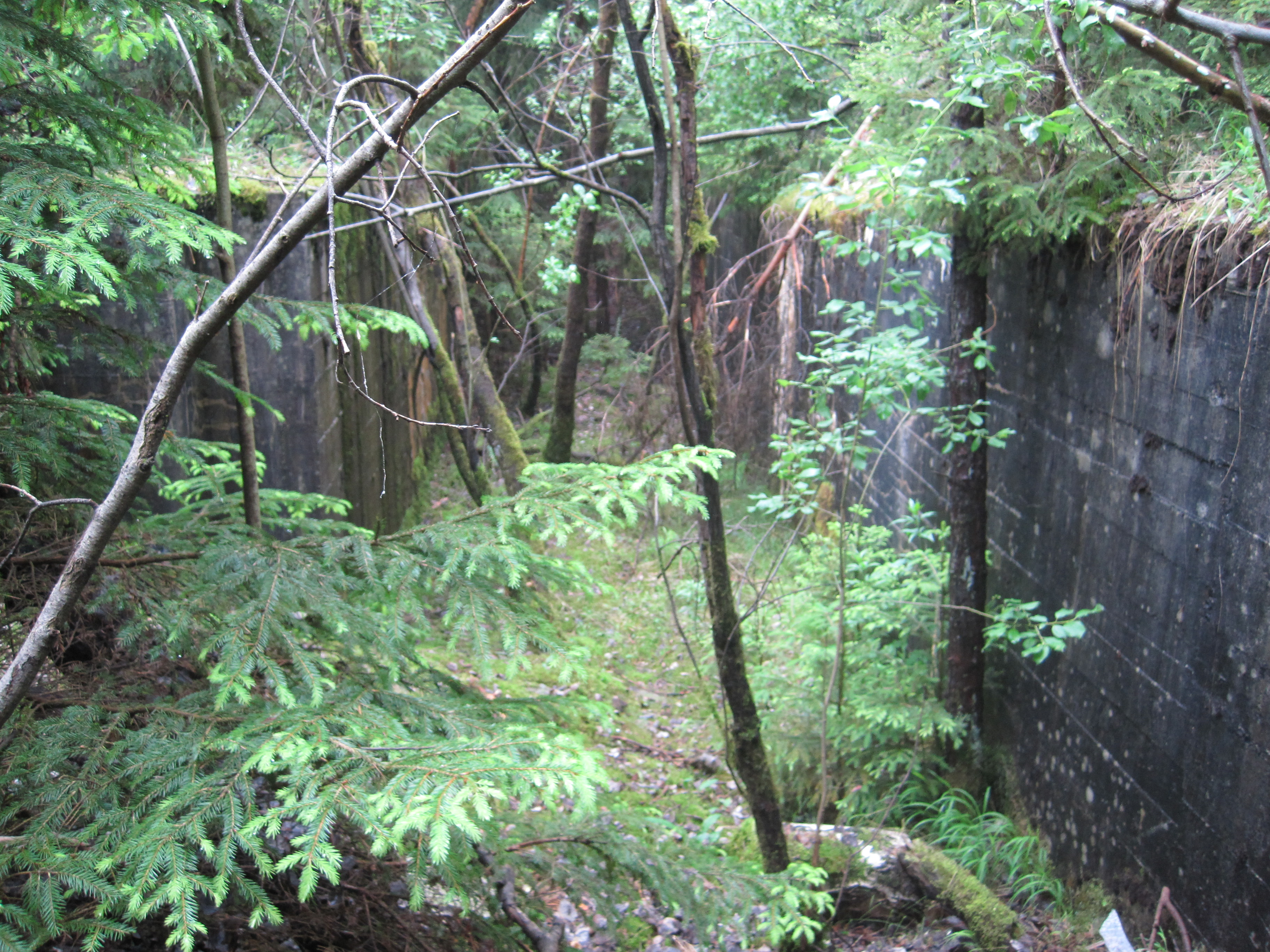
Schießstand zum Einschießen der gebauten Flugzeuge